# محمدنبی رودکی
محمدنبی رودکی (زادهٔ ۱۳۳۷ شیراز) سرتیپ سپاه پاسداران انقلاب اسلامی است، که پیشتر به‌عنوان رئیس پژوهشگاه علوم و معارف دفاع مقدس فعالیت می‌کرد. وی قبل از آن در دورهٔ هفتم مجلس شورای اسلامی به‌عنوان نماینده شیراز در مجلس حضور داشت.
رودکی فعالیت در سپاه پاسداران انقلاب اسلامی را از تیرماه ۱۳۵۸ آغاز کرد و در طول جنگ ایران و عراق از اعضای این نهاد بود و فرماندهی لشکر ۱۹ فجر را برعهده داشت.

## زندگی‌نامه
محمّدنبی رودکی به سالِ ۱۳۳۷ در شهر شیراز زاده شد. او پس از اخذ مدرک دیپلم متوسطه، عازم خدمت سربازی شد، ولی در پی درخواست روح‌الله خمینی مبنی بر فرار سربازان از پادگان‌ها، در سال ۱۳۵۶ خدمت سربازی را نیمه‌کاره رها کرد و به‌همراه گروهی به تهران نقل مکان کرد و مدتی بعد نیز به شیراز بازگشت و در مسجد جامع این شهر، فعالیت علیه رژیم شاهنشاهی را آغاز نمود. وی پس از وقوع انقلاب و تشکیل دولت موقت، در تیرماه ۱۳۵۸ به عضویت سپاه فارس درآمد و در پی آغاز درگیری‌های کردستان، به‌عنوان یکی از اعضای سپاه پاسداران انقلاب اسلامی، به غرب کشور اعزام شد و در خلال درگیری‌های پاوه، از ناحیه هر دو پا مجروح گردید. با شروع جنگ ایران و عراق، در روزهای نخست برادر وی؛ صمد رودکی در خلال محاصره خرمشهر کشته شد. رودکی در شهریور ۱۳۵۹ به منطقه جنوب اعزام گردید و ابتدا به‌عنوان فرمانده تیپ امام سجاد فارس فعالیت می‌کرد. وی در سال ۱۳۶۱ به عنوان فرمانده لشکر ۱۹ فجر منصوب شد و تا انتهای جنگ نیز در این جایگاه فعالیت کرد. پس از جنگ، برای مدت ۲ سال فرماندهی لشکر ۷ ولیعصر خوزستان را برعهده داشت، سپس به معاونت بازرسی ستاد کل نیروهای مسلح منصوب گردید. رودکی در دورهٔ هفتم مجلس شورای اسلامی نماینده شیراز بود و نایب‌رئیسی کمیسیون امنیت ملی و سیاست خارجی را برعهده داشت. پس از مجلس هفتم از سوی شهردار وقت تهران؛ محمدباقر قالیباف به‌عنوان مشاور عالی شهردار تهران منصوب شد. او مدت کوتاهی، با درجه سرتیپی از سپاه پاسداران، به‌عنوان رئیس پژوهشگاه علوم و معارف دفاع مقدس فعالیت کرد.
رودکی دانش‌آموخته کارشناسی حقوق قضایی از دانشگاه تهران است.

## سوابق
- فرمانده تیپ امام سجاد فارس
- فرمانده لشکر ۱۹ فجر
- فرمانده لشکر ۷ ولیعصر خوزستان
- معاون بازرسی ستاد کل نیروهای مسلح
- نایب‌رئیس کمیسیون امنیت ملی و سیاست خارجی مجلس هفتم
- مشاور عالی شهردار تهران (محمدباقر قالیباف)
- رئیس پژوهشگاه علوم و معارف دفاع مقدس[۶]

### نشان فتح
رودکی پس از پایان جنگ ایران و عراق، از سوی رهبر جمهوری اسلامی، نشان فتح با عناوین شجاعت و مدیریت دریافت کرد.

## نمایندگی مجلس
محمدنبی رودکی در انتخابات مجلس هفتم شورای اسلامی از حوزه انتخابیه شیراز کاندید شد و با کسب ۱۱۴ هزار رای به مجلس هفتم راه پیدا کرد. وی در تاریخ انتخابات مجلس شورای اسلامی در حوزه انتخابیه شیراز، از لحاظ میزان رأی به‌دست آمده، رکورددار می‌باشد. او در دوره هفتم مجلس، برای مدت ۳ سال، نایب رئیس کمیسیون امنیت ملی و سیاست خارجی مجلس بود.